# NN-94
La carretera NN‑94 es una vía colectora secundaria ubicada en el departamento de Chontales. Esta ruta conecta la ciudad de Villa Sandino con varias comunidades rurales del este del municipio, mejorando el acceso al comercio local, educación y salud.

## Trazado y cruces
| km   | Localidad / Punto    | Departamento | Conexión / Ruta |
| ---- | -------------------- | ------------ | --------------- |
| 0,0  | Villa Sandino        | Chontales    | NIC 71          |
| 7,3  | Comunidad El Terrero | Chontales    |                 |
| 18,7 | El Guayabo           | Chontales    | Camino rural    |

## Coordenadas
Uno de los tramos de la NN‑94 puede ser encontrado en las coordenadas: 12°09′26″N 84°48′34″O / 12.1572, -84.8094